# Tempest (schip)

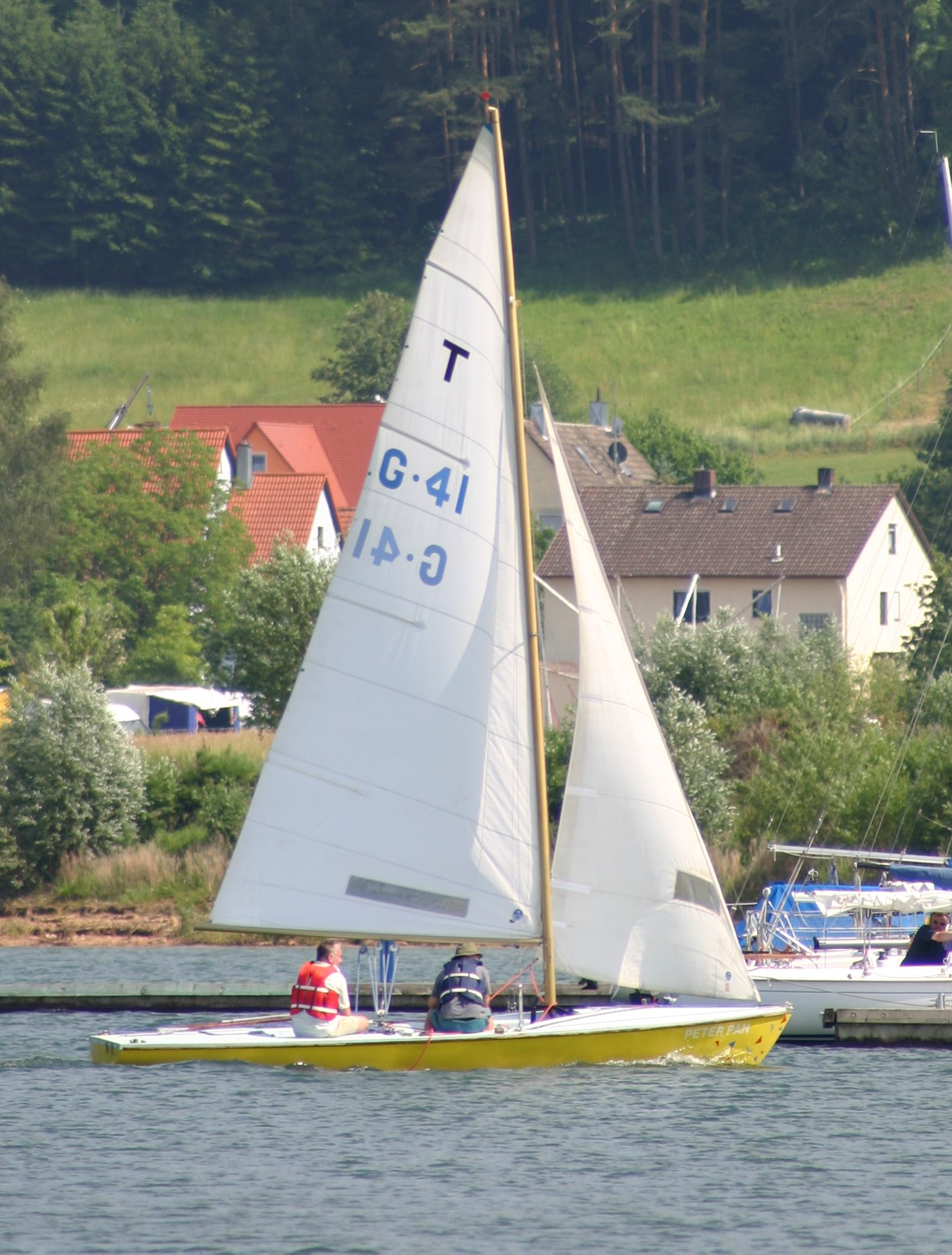

De Tempest is een kielboot, ontworpen door Ian Proctor. Hij zeilt vrijwel zo goed als een zwaardboot, maar is meer vergevingsgezind in zijn zeileigenschappen. De Tempest kapseist niet gemakkelijk en richt zich daarna weer op. Doordat hij kan planeren is hij uitermate snel op de halfwindse rakken en kan hij bij matige wind de 15 knopen overschrijden.
Tempestvloten zijn te vinden in Duitsland, Frankrijk, Zwitserland, Oostenrijk, Verenigd Koninkrijk, Nederland, Verenigde Staten en Australië.

## Wereldkampioenschap
Het eerste WK was in 1967, in de olympische jaren 1972 en 1976 waren er geen WK's, evenmin als in 1981. Het wereldkampioenschap werd in 2005 gewonnen door Christian Schafer en Frank Weigelt. In 2006, 2007 en 2009 wonnen Philippe Boite en Regis Viateur en in 2008 was het kampioenschap voor Frank Weigelt en Christian Rusitsch. In 2010 vond het WK plaats op het IJsselmeer, voor de kust van Hoorn.

## Olympische Spelen
De Tempest was een Olympische klasse in 1972 en 1976. In 1972 werd Nederland vertegenwoordigd door Ben Staartjes en Cees Kurpershoek. Goud was daar voor Valentin Mankin en Vitali Dirdira uit de Sovjet-Unie. Bij de spelen van 1976 zeilden de Nederlanders Ben Staartjes en Ab Eekels in de Tempest. Het goud was toen voor John Albrechtson en Ingvar Hansson uit Zweden.